# Outcast - L'ultimo templare
Outcast - L'ultimo templare (Outcast) è un film del 2014 diretto da Nick Powell, stuntman al suo esordio dietro la macchina da presa.

## Trama
Nel XII secolo, l'anziano imperatore della Cina, prima di morire, nomina erede il figlio più giovane, Zhao, appena quattordicenne, consegnandogli il sigillo del regno e lasciandolo alle cure della sorella maggiore, la principessa Lian. Poco dopo, il loro sadico fratello primogenito, il principe Shing, rivendicando il diritto al trono, dapprima uccide il padre accoltellandolo, poi inizia a dare la caccia all'erede che lui stesso spaccia per essere l'assassino del padre allo scopo di impadronirsi del sigillo.
Shing prende il comando della Guardia Nera dell'Imperatore, ordinando la morte dei suoi fratelli al fine di ottenere il sigillo e la legittimità del trono e minaccia il capo della guardia di infierire sulla famiglia se non rispetta i suoi ordini. Zhao e Lian vengono arrestati dalle guardie nere, ma poi sono salvati da Jacob, un crociato disilluso già cavaliere templare e dipendente dagli oppioidi che, inizialmente stanco della guerra, è riluttante a essere coinvolto nel conflitto. Attraversando un villaggio distrutto dalla Guardia Nera, salvano una ragazza, Xiaolei, e tentano di rifugiarsi nella città deserta di Jingshao. Qui vengono traditi e sono costretti di nuovo alla fuga.
Ritirandosi sulle montagne, vengono salvati da Gallain, un ex compagno di Jacob, anch'egli disilluso dalla guerra e ora un leader bandito noto in Cina come il "fantasma bianco". Al nascondiglio, Jacob viene guarito dalle sue ferite e i due si riconciliano. Gallain e i suoi banditi vengono seguiti da Shing e dalla sua Guardia Nera, che poi attaccano il nascondiglio. Nella battaglia che ne segue, Gallain e i suoi banditi uccidono un gran numero di guardie, ma alla fine viene lui stesso ucciso da Shing. Jacob, allora, combatte Shing ma è gravemente ferito, e in quel momento Lian interviene cercando di uccidere Shing. Tuttavia la principessa viene accoltellata e Jacob, infuriato, travolge e uccide Shing. Il capitano Peng, che aveva assistito al tradimento di Shing, giura a Zhao la fedeltà del resto della Guardia Nera.
Jacob e Lian sopravvivono alle ferite e, insieme a Zhao e a Xiaolei, vengono scortati dalla Guardia Nera in città, dove Zhao è riconosciuto come il nuovo imperatore. Quando Lian guarda indietro, scopre che Jacob è scappato via, dopo aver lasciato la sua spada su una tomba vicino a dove è stato sepolto Gallain.

## Produzione
Le riprese del film iniziano nel settembre 2013 e si svolgono interamente in Cina, tra le città di Pechino, Baoding e nella provincia dello Yunnan.

## Distribuzione
Il primo trailer del film viene diffuso il 20 agosto 2014. Il film è stato distribuito in Malaysia 26 settembre 2014. Negli Stati Uniti e in Canada è stato distribuito il 6 febbraio 2015.

## Sequel
Nell'aprile 2014 il produttore Jeremy Bolt ha ufficializzato la produzione del sequel, che lo stesso Bolt dirigerà negli stessi luoghi del primo film.